# 20e étape du Tour d'Italie 2013
La 20e étape du Tour d'Italie 2013 a eu lieu le 25 mai 2013 entre Silandro et les Tre Cime di Lavaredo. Cette étape, escamotée de trois de ses quatre difficultés à cause de la neige, est remportée par Vincenzo Nibali, de l'équipe Astana, qui s'assure ainsi la victoire au classement général de ce Tour d'Italie.
Mauro Santambrogio est disqualifié après un contrôle positif à l'EPO effectué au terme de la première étape. Il perd les classements de cette étape.

## Parcours de l'étape
À l'origine, la succession de cinq ascensions, trois de 2e catégorie (col Costalunga, col de San Pellegrino et passo Tre Croci) et deux de 1re catégorie (col de Giau et Tre Cime di Lavaredo), ainsi que la distance de 203 km, plaçait cette avant-dernière étape parmi les plus dures de cette 96e édition du Tour d'Italie. Finalement, à cause comme les jours précédents de conditions météorologiques (froid et neige), cette étape est escamotée des trois premiers cols de la journée et allongée à 210 km. Seule l'ascension finale, via le passo Tre Croci, vers l'arrivée au sommet des Trois Cimes de Lavaredo est conservée. Le passage au col du Stelvio ayant été annulé la veille, les Trois cimes de Lavaredo sont la Cima Coppi de ce Giro

## Déroulement de la course
Quatre coureurs s'échappent après 25 km de course : Adam Hansen (Lotto-Belisol), Pavel Brutt (Katusha), Yaroslav Popovych (RadioShack-Leopard) et Giairo Ermeti (Androni Giocattoli-Venezuela). Ils obtiennent une avance qui croît jusqu'à huit minutes, avant que le peloton, mené par les équipes Euskaltel Euskadi, Colombia et Cannondale, ne la réduisent. Lorsque le groupe en tête atteint Cortina d'Ampezzo, son avance est d'environ trois minutes. Popovych attaque peu après. Il est rejoint par Brutt et Hansen. Brutt attaque ensuite seul à son tour. Il creuse un écart d'une minute sur ses poursuivants. Derrière ces coureurs, Pieter Weening (Orica-GreenEDGE) s'est échappé du peloton, suivi de près par Stefano Pirazzi (Bardiani Valvole-CSF Inox), leader du classement de la montagne, et Darwin Atapuma (Colombia). Weening rejoint Hansen. À deux, ils tentent de rattraper Brutt, tandis que le peloton compte une minute de retard sur ce dernier.
Au passo Tre Croci, Brutt compte environ 30 secondes d'avance sur Weening, qui a entretemps lâché Hansen, le groupe comprenant les leaders de ce Giro se trouvant 20 secondes derrière. Sous la neige, Brutt est rejoint à environ 9 km de l'arrivée par Weening, Pirazzi, Gianluca Brambilla (Omega Pharma-Quick Step) et Eros Capecchi (Movistar). Capecchi attaque au pied de l'ascension finale et creuse un écart avec ses compagnons. Derrière, Vincenzo Nibali, porteur du maillot rose, est d'abord emmené par son équipier Tanel Kangert et s'échappe. Il est rejoint provisoirement par les Colombiens Rigoberto Urán (Sky) et Carlos Betancur (AG2R La Mondiale). Après avoir rattrapé Capecchi, Nibali attaque à nouveau. Il n'est plus rejoint et passe seul la ligne d'arrivée. Il obtient sa deuxième victoire d'étape consécutive sur ce Giro et assure sa première place au classement général. Fabio Duarte (Colombia), qui a rejoint ses compatriotes Urán et Betancur, s'impose devant ces derniers pour la deuxième place, 17 secondes après Nibali.
Au classement général, l'avance de Nibali est désormais de 4 minutes et 43 secondes sur Urán, qui prend la deuxième place aux dépens de Cadel Evans (BMC), arrivé quatorzième à une minute et demi. Betancur passe de la septième à la cinquième place du classement et prend à Rafał Majka le maillot blanc de meilleur jeune,
,.

## Résultats de l'étape

### Classement à l'arrivée
| Classement de l'étape | Classement de l'étape | Classement de l'étape | Classement de l'étape        | Classement de l'étape | Classement de l'étape |
|                       | Coureur               | Pays                  | Équipe                       |                       | Temps                 |
| --------------------- | --------------------- | --------------------- | ---------------------------- | --------------------- | --------------------- |
| Vainqueur             | Vincenzo Nibali       | Italie                | Astana                       | en                    | 5 h 27 min 41 s       |
| 2e                    | Fabio Duarte          | Colombie              | Colombia                     | +                     | 17 s                  |
| 3e                    | Rigoberto Urán        | Colombie              | Sky                          |                       | 19 s                  |
| 4e                    | Carlos Betancur       | Colombie              | AG2R La Mondiale             |                       | 21 s                  |
| 5e                    | Fabio Aru             | Italie                | Astana                       |                       | 44 s                  |
| 6e                    | Franco Pellizotti     | Italie                | Androni Giocattoli-Venezuela |                       | 48 s                  |
| 7e                    | Domenico Pozzovivo    | Italie                | AG2R La Mondiale             |                       | 54 s                  |
| 8e                    | Damiano Caruso        | Italie                | Cannondale                   |                       | 58 s                  |
| 9e                    | Darwin Atapuma        | Colombie              | Colombia                     |                       | 1 min 0 s             |
| 10e                   | Rafał Majka           | Pologne               | Saxo-Tinkoff                 |                       | 1 min 4 s             |
| modifier              |                       |                       |                              |                       |                       |

### Points distribués
| 1. Sprint intermédiaire de Dobbiaco/Toblach (km 155,7) | 1. Sprint intermédiaire de Dobbiaco/Toblach (km 155,7) | 1. Sprint intermédiaire de Dobbiaco/Toblach (km 155,7) | 1. Sprint intermédiaire de Dobbiaco/Toblach (km 155,7) | 1. Sprint intermédiaire de Dobbiaco/Toblach (km 155,7) | 1. Sprint intermédiaire de Dobbiaco/Toblach (km 155,7) |
|                                                        | Coureur                                                | Pays                                                   | Équipe                                                 |                                                        | Point(s)                                               |
| ------------------------------------------------------ | ------------------------------------------------------ | ------------------------------------------------------ | ------------------------------------------------------ | ------------------------------------------------------ | ------------------------------------------------------ |
| 1er                                                    | Pavel Brutt                                            | Russie                                                 | Katusha                                                |                                                        | 8                                                      |
| 2e                                                     | Adam Hansen                                            | Australie                                              | Lotto-Belisol                                          |                                                        | 6                                                      |
| 3e                                                     | Yaroslav Popovych                                      | Ukraine                                                | RadioShack-Leopard                                     |                                                        | 4                                                      |
| 4e                                                     | Giairo Ermeti                                          | Italie                                                 | Androni Giocattoli-Venezuela                           |                                                        | 3                                                      |
| 5e                                                     | Mark Cavendish                                         | Grande-Bretagne                                        | Omega Pharma-Quick Step                                |                                                        | 2                                                      |
| 6e                                                     | Rafael Andriato                                        | Brésil                                                 | Vini Fantini-Selle Italia                              |                                                        | 1                                                      |
| modifier                                               |                                                        |                                                        |                                                        |                                                        |                                                        |

| 2. Sprint intermédiaire de Cortina d'Ampezzo (km 187,6) | 2. Sprint intermédiaire de Cortina d'Ampezzo (km 187,6) | 2. Sprint intermédiaire de Cortina d'Ampezzo (km 187,6) | 2. Sprint intermédiaire de Cortina d'Ampezzo (km 187,6) | 2. Sprint intermédiaire de Cortina d'Ampezzo (km 187,6) | 2. Sprint intermédiaire de Cortina d'Ampezzo (km 187,6) |
|                                                         | Coureur                                                 | Pays                                                    | Équipe                                                  |                                                         | Point(s)                                                |
| ------------------------------------------------------- | ------------------------------------------------------- | ------------------------------------------------------- | ------------------------------------------------------- | ------------------------------------------------------- | ------------------------------------------------------- |
| 1er                                                     | Yaroslav Popovych                                       | Ukraine                                                 | RadioShack-Leopard                                      |                                                         | 8                                                       |
| 2e                                                      | Pavel Brutt                                             | Russie                                                  | Katusha                                                 |                                                         | 6                                                       |
| 3e                                                      | Adam Hansen                                             | Australie                                               | Lotto-Belisol                                           |                                                         | 4                                                       |
| 4e                                                      | Giairo Ermeti                                           | Italie                                                  | Androni Giocattoli-Venezuela                            |                                                         | 3                                                       |
| 5e                                                      | Mark Cavendish                                          | Grande-Bretagne                                         | Omega Pharma-Quick Step                                 |                                                         | 2                                                       |
| 6e                                                      | Paolo Longo Borghini                                    | Italie                                                  | Cannondale                                              |                                                         | 1                                                       |
| modifier                                                |                                                         |                                                         |                                                         |                                                         |                                                         |

| Classement de l'étape (km 210) | Classement de l'étape (km 210) | Classement de l'étape (km 210) | Classement de l'étape (km 210) | Classement de l'étape (km 210) | Classement de l'étape (km 210) |
|                                | Coureur                        | Pays                           | Équipe                         |                                | Point(s)                       |
| ------------------------------ | ------------------------------ | ------------------------------ | ------------------------------ | ------------------------------ | ------------------------------ |
| 1er                            | Vincenzo Nibali                | Italie                         | Astana                         |                                | 25                             |
| 2e                             | Fabio Duarte                   | Colombie                       | Colombia                       |                                | 20                             |
| 3e                             | Rigoberto Urán                 | Colombie                       | Sky                            |                                | 16                             |
| 4e                             | Carlos Betancur                | Colombie                       | AG2R La Mondiale               |                                | 14                             |
| 5e                             | Fabio Aru                      | Italie                         | Astana                         |                                | 12                             |
| 6e                             | Franco Pellizotti              | Italie                         | Androni Giocattoli-Venezuela   |                                | 10                             |
| 7e                             | Domenico Pozzovivo             | Italie                         | AG2R La Mondiale               |                                | 9                              |
| 8e                             | Damiano Caruso                 | Italie                         | Cannondale                     |                                | 8                              |
| 9e                             | Darwin Atapuma                 | Colombie                       | Colombia                       |                                | 7                              |
| 10e                            | Rafał Majka                    | Pologne                        | Saxo-Tinkoff                   |                                | 6                              |
| 11e                            | Yury Trofimov                  | Russie                         | Katusha                        |                                | 5                              |
| 12e                            | Przemysław Niemiec             | Pologne                        | Lampre-Merida                  |                                | 4                              |
| 13e                            | Michele Scarponi               | Italie                         | Lampre-Merida                  |                                | 3                              |
| 14e                            | Cadel Evans                    | Australie                      | BMC Racing                     |                                | 2                              |
| 15e                            | Beñat Intxausti                | Espagne                        | Movistar                       |                                | 1                              |
| modifier                       |                                |                                |                                |                                |                                |

### Ascensions
| 1. Passo Tre Croci, 2e catégorie (km 196,2) | 1. Passo Tre Croci, 2e catégorie (km 196,2) | 1. Passo Tre Croci, 2e catégorie (km 196,2) | 1. Passo Tre Croci, 2e catégorie (km 196,2) | 1. Passo Tre Croci, 2e catégorie (km 196,2) | 1. Passo Tre Croci, 2e catégorie (km 196,2) |
|                                             | Coureur                                     | Pays                                        | Équipe                                      |                                             | Point(s)                                    |
| ------------------------------------------- | ------------------------------------------- | ------------------------------------------- | ------------------------------------------- | ------------------------------------------- | ------------------------------------------- |
| 1er                                         | Pavel Brutt                                 | Russie                                      | Katusha                                     |                                             | 9                                           |
| 2e                                          | Pieter Weening                              | Pays-Bas                                    | Orica-GreenEDGE                             |                                             | 5                                           |
| 3e                                          | Stefano Pirazzi                             | Italie                                      | Bardiani Valvole-CSF Inox                   |                                             | 3                                           |
| 4e                                          | Gianluca Brambilla                          | Italie                                      | Omega Pharma-Quick Step                     |                                             | 2                                           |
| 5e                                          | Eros Capecchi                               | Italie                                      | Movistar                                    |                                             | 1                                           |
| modifier                                    |                                             |                                             |                                             |                                             |                                             |

| 2. Trois Cimes de Lavaredo, Cima Coppi (km 210) | 2. Trois Cimes de Lavaredo, Cima Coppi (km 210) | 2. Trois Cimes de Lavaredo, Cima Coppi (km 210) | 2. Trois Cimes de Lavaredo, Cima Coppi (km 210) | 2. Trois Cimes de Lavaredo, Cima Coppi (km 210) | 2. Trois Cimes de Lavaredo, Cima Coppi (km 210) |
|                                                 | Coureur                                         | Pays                                            | Équipe                                          |                                                 | Point(s)                                        |
| ----------------------------------------------- | ----------------------------------------------- | ----------------------------------------------- | ----------------------------------------------- | ----------------------------------------------- | ----------------------------------------------- |
| 1er                                             | Vincenzo Nibali                                 | Italie                                          | Astana                                          |                                                 | 21                                              |
| 2e                                              | Fabio Duarte                                    | Colombie                                        | Colombia                                        |                                                 | 15                                              |
| 3e                                              | Rigoberto Urán                                  | Colombie                                        | Sky                                             |                                                 | 9                                               |
| 4e                                              | Carlos Betancur                                 | Colombie                                        | AG2R La Mondiale                                |                                                 | 5                                               |
| 5e                                              | Fabio Aru                                       | Italie                                          | Astana                                          |                                                 | 3                                               |
| 6e                                              | Franco Pellizotti                               | Italie                                          | Androni Giocattoli-Venezuela                    |                                                 | 2                                               |
| 7e                                              | Domenico Pozzovivo                              | Italie                                          | AG2R La Mondiale                                |                                                 | 1                                               |
| modifier                                        |                                                 |                                                 |                                                 |                                                 |                                                 |

## Classements à l'issue de l'étape

### Classement général
| Classement général | Classement général | Classement général | Classement général        | Classement général | Classement général |
|                    | Coureur            | Pays               | Équipe                    |                    | Temps              |
| ------------------ | ------------------ | ------------------ | ------------------------- | ------------------ | ------------------ |
| 1er                | Vincenzo Nibali    | Italie             | Astana                    | en                 | 79 h 23 min 19 s   |
| 2e                 | Rigoberto Urán     | Colombie           | Sky                       | +                  | 4 min 43 s         |
| 3e                 | Cadel Evans        | Australie          | BMC Racing                |                    | 5 min 52 s         |
| 4e                 | Michele Scarponi   | Italie             | Lampre-Merida             |                    | 6 min 48 s         |
| 5e                 | Carlos Betancur    | Colombie           | AG2R La Mondiale          |                    | 7 min 28 s         |
| 6e                 | Przemysław Niemiec | Pologne            | Lampre-Merida             |                    | 7 min 43 s         |
| 7e                 | Rafał Majka        | Pologne            | Saxo-Tinkoff              |                    | 8 min 9 s          |
| 8e                 | Beñat Intxausti    | Espagne            | Movistar                  |                    | 10 min 26 s        |
| 9e                 | Mauro Santambrogio | Italie             | Vini Fantini-Selle Italia |                    | 10 min 32 s        |
| 10e                | Domenico Pozzovivo | Italie             | AG2R La Mondiale          |                    | 10 min 59 s        |
| modifier           |                    |                    |                           |                    |                    |

### Classement par points
| Classement par points | Classement par points | Classement par points | Classement par points   | Classement par points | Classement par points |
|                       | Coureur               | Pays                  | Équipe                  |                       | Point(s)              |
| --------------------- | --------------------- | --------------------- | ----------------------- | --------------------- | --------------------- |
| 1er                   | Vincenzo Nibali       | Italie                | Astana                  |                       | 128                   |
| 2e                    | Mark Cavendish        | Grande-Bretagne       | Omega Pharma-Quick Step |                       | 117                   |
| 3e                    | Cadel Evans           | Australie             | BMC Racing              |                       | 111                   |
| modifier              |                       |                       |                         |                       |                       |

### Classement du meilleur grimpeur
| Classement du meilleur grimpeur | Classement du meilleur grimpeur | Classement du meilleur grimpeur | Classement du meilleur grimpeur | Classement du meilleur grimpeur | Classement du meilleur grimpeur |
|                                 | Coureur                         | Pays                            | Équipe                          |                                 | Point(s)                        |
| ------------------------------- | ------------------------------- | ------------------------------- | ------------------------------- | ------------------------------- | ------------------------------- |
| 1er                             | Stefano Pirazzi                 | Italie                          | Bardiani Valvole-CSF Inox       |                                 | 82                              |
| 2e                              | Giovanni Visconti               | Italie                          | Movistar                        |                                 | 45                              |
| 3e                              | Vincenzo Nibali                 | Italie                          | Astana                          |                                 | 45                              |
| modifier                        |                                 |                                 |                                 |                                 |                                 |

### Classement du meilleur jeune
| Classement du meilleur jeune | Classement du meilleur jeune | Classement du meilleur jeune | Classement du meilleur jeune | Classement du meilleur jeune | Classement du meilleur jeune |
|                              | Coureur                      | Pays                         | Équipe                       |                              | Temps                        |
| ---------------------------- | ---------------------------- | ---------------------------- | ---------------------------- | ---------------------------- | ---------------------------- |
| 1er                          | Carlos Betancur              | Colombie                     | AG2R La Mondiale             | en                           | 79 h 30 min 47 s             |
| 2e                           | Rafał Majka                  | Pologne                      | Saxo-Tinkoff                 | +                            | 41 s                         |
| 3e                           | Wilco Kelderman              | Pays-Bas                     | Blanco                       |                              | 12 min 6 s                   |
| modifier                     |                              |                              |                              |                              |                              |

### Classements par équipes

#### Classement au temps
| Classement par équipes au temps | Classement par équipes au temps | Classement par équipes au temps | Classement par équipes au temps | Classement par équipes au temps |
|                                 | Équipes                         | Pays                            |                                 | Temps                           |
| ------------------------------- | ------------------------------- | ------------------------------- | ------------------------------- | ------------------------------- |
| 1re                             | Sky                             | Royaume-Uni                     | en                              | 238 h 3 min 58 s                |
| 2e                              | Astana                          | Kazakhstan                      | +                               | 4 min 29 s                      |
| 3e                              | Movistar                        | Espagne                         |                                 | 7 min 27 s                      |
| modifier                        |                                 |                                 |                                 |                                 |

#### Classement aux points
| Classement par équipes aux points | Classement par équipes aux points | Classement par équipes aux points | Classement par équipes aux points | Classement par équipes aux points |
|                                   | Équipes                           | Pays                              |                                   | Point(s)                          |
| --------------------------------- | --------------------------------- | --------------------------------- | --------------------------------- | --------------------------------- |
| 1re                               | Sky                               | Royaume-Uni                       |                                   | 276                               |
| 2e                                | Astana                            | Kazakhstan                        |                                   | 265                               |
| 3e                                | AG2R La Mondiale                  | France                            |                                   | 260                               |
| modifier                          |                                   |                                   |                                   |                                   |

## Abandons
- Robert Gesink (Blanco) : non-partant[13]
- Grega Bole (Vacansoleil-DCM) : abandon